# Gmina Nowa Karczma
Die Gmina Nowa Karczma ist eine Landgemeinde im Powiat Kościerski der Woiwodschaft Pommern in Polen. Ihr Sitz ist das gleichnamige Dorf (kaschubisch Nowô Karczma; deutsch Neukrug) mit 954 Einwohnern (31. März 2011). Der Ort liegt 34 Kilometer südwestlich von Danzig.

## Gliederung
Die Landgemeinde (gmina wiejska) Nowa Karczma besteht aus folgenden Ortschaften:
| polnischer Name      | kaschubischer Name  | deutscher Name (bis 1920 und 1939–1945)    |
| -------------------- | ------------------- | ------------------------------------------ |
| Będomin              | Bãdomino            | Groß Bendomin                              |
| Grabówko             | Grabòwka            | Neu Grabau                                 |
| Grabowo Kościerskie  | Grabòwò Koscérsczé  | Alt Grabau                                 |
| Grabowska Huta       | Grabòwskô Hëta      | Grabaushütte                               |
| Guzy                 | Guzë                | Gosen                                      |
| Horniki              | Horniki             | Hornikau                                   |
| Horniki Dolne        | Dolné Horniki       | Nieder Hornikau                            |
| Horniki Górne        | Gòrné Horniki       | Ober Hornikau                              |
| Jasionowa Huta       | Jasiònòwô Hëta      |                                            |
| Jasiowa Huta         | Jasiòwô Hëta        | Jaschhütte (1942–1945 Henselhütte)         |
| Kamionki             | Kamionki            | Klein Kamin                                |
| Liniewko Kościerskie | Liniéwkò            | Liniewko (1942–1945 Lienau)                |
| Lubań                | Lëbóniô             | Lubahn                                     |
| Lubieszynek          | Nowë Lubiészën      | Klein Lipschin (1942–1945 Kleinlippischau) |
| Nowa Karczma         | Nowô Karczma        | Neukrug                                    |
| Nowe Horniki         | Nowé Horniki        | Neu Hornikau                               |
| Nowy Barkoczyn       | Nowé Barkòczëno     | Neu Barkoschin                             |
| Rekownica            | Rekòwnica           | Recknitz                                   |
| Skrzydłówko          | Skrzëdłowkò         | Skridlowko (1870–1945 Nieder Schridlau)    |
| Skrzydłowo           | Skrzëdłowò          | Skridlowo (1870–1945 Ober Schridlau)       |
| Śledziowa Huta       | Sledzowô Hëta       | Heringshütte                               |
| Stary Barkoczyn      | Starë Barkòczën     | Alt Barkoschin                             |
| Szatarpy             | Szatarpë            | Schatarpi (1942–1945 Andreashof)           |
| Szpon                | Szpon               | Spohn                                      |
| Sztofrowa Huta       | Sztofrowô Hëta      | Stoffershütte                              |
| Szumleś Królewski    | Kroléwsczi Szumlés  | Königlich Schönfließ                       |
| Szumleś Szlachecki   | Szlachecczi Szumlés | Adlig Schönfließ                           |
| Wielki Kamień        | Wiôlgë Kamiéń       | Groß Kamin                                 |
| Zielona Wieś         | Zelonô Wés          | Grauhof                                    |

## Persönlichkeiten
- Józef Wybicki (* 1747 in Groß Bendomin; † 1822), polnischer Politiker und Dichter der heutigen Nationalhymne
- Friedrich August Heyer (* 1871 auf Gut Schridlau; † 1959), deutscher Konsularbeamter
- Bernhard von Wiecki (* 1884 in Schatarpi; † 1940 im KZ Stutthof), Priester und Märtyrer der katholischen Kirche